# Stefanas (postać biblijna)
Stefanas – postać biblijna.
Postać występująca w Nowym Testamencie w 1 Liście do Koryntian apostoła Pawła. Wraz z rodziną był jednym z pierwszych ochrzczonych przez apostoła Pawła z Tarsu w czasie jego pobytu w Koryncie. Stefanas i jego bliscy byli pierwszą w Achai grupą chrześcijan, którzy „poświęcili się służbie świętym”. Razem z Achaikiem i Fortunatem mieli doręczyć apostołowi pismo Koryntian zawierające pytania (1 Kor 7, 1).